# Seignalens
Seignalens település Franciaországban, Aude megyében. Lakosainak száma 30 fő (2022. január 1.). Seignalens Cazals-des-Baylès, Malegoude, Lignairolles, Saint-Gaudéric, Val-de-Lambronne és Escueillens-et-Saint-Just-de-Bélengard községekkel határos.

## Népesség
A település népessége az elmúlt években az alábbi módon változott:
| Lakosok száma | 46   | 33   | 19   | 34   | 35   | 35   | 32   | 30   | 29   | 30   |
|               | 1968 | 1982 | 1990 | 2006 | 2013 | 2015 | 2017 | 2019 | 2020 | 2022 |